# Rani Karnavati
Rani Karnavati, död 1534, var en indisk drottningregent. Hon var regent i kungariket Mewar som förmyndare för sin son Vikramaditya från 1527 till 1533. 

## Biografi
Rani Karnavati var gift med Rana Sanga av Mewar, och blev mor till Rana Vikramaditya och Rana Uday Singh.
Efter sin makes död år 1527 blev hon Mewars regent för sin son i Chittorgarh. Som sådan fortsatte hon konflikten med Qutb al-Din Bahadur Shah av Gujarat. Hon beskrivs som en tapper försvarare av Chittor mot Gujarats muslimska armé.
Rani Karnavatis styrkor var numerärt vida underlägsna Gujaratarmén, och när Chittor var på väg att falla sände hon sina söner i säkerhet med en tjänare. Hon begick därefter självmord tillsammans med fortets andra kvinnor enligt den hinduiska jauhar-riten. Det var den andra av tre berömda jauhars i just Chittor. 